# Csuty Gáspár (udvarmester)
Csuty Gáspár Bethlen Gábor fejedelem udvarmestere. Személyét Móricz Zsigmond is felhasználta egy regényében.

## Élete
Egyesek szerint Hont vármegyei birtokos nemesi családból származhatott, ez azonban nem bizonyított. Ifjú korától nemesi udvari szolgálatban állt. Lehet, hogy ifjú korában 1587-ben fogságba került. Előbb Pálffy Miklósnál, aki 1599-ben a török fővezérhez küldte 2 hitlevél (szabad követjárás és fegyverszünet) megszerzése végett, majd Thurzó György nádornál szolgált. 1604-ben esztergomi fogságból szabadulhatott. Thurzó familiárisaként fontos diplomáciai feladatokat látott el, követségben járt például 1605-ben Dóci Istvánnal a budai pasánál, 1610-ben pedig Báthory Gábor erdélyi fejedelemnél. 1605 januárjában részt vett volna a pozsonyi országgyűlésen. A Bocskai-felkelésben is tevékenyen részt vett, 1605-ben Rhédey Ferenc Északnyugat-Magyarország hódoltatásakor májusban helyettesként Nagyszombatban hagyta. Érsekújvár átvételénél előbb sikertelenül szerepelt, majd 1606-ban Érsekújvár átvételével és irányításával bízták meg, de miközben Bocskai István elhunyt, a várvédők 1607-ben csak Illésházy István nádornak adták át a kulcsokat. 1606 augusztusában az országgyűlés a szerdárhoz küldött küldöttségbe (Nyáry Pál, Czobor Mihály, Wesselényi Ferenc) választotta, melynek többek között a bécsi békéhez a porta beleegyezésének kieszközlése volt a feladata. Elképzelhető, hogy 1606 október-novemberében részt vett a Zsitvatoroki béke tárgyalásain is. 1608 januárjában, februárjában és később is Nádasdy Tamással a budai pasánál járt a fegyverszünet érdekében. 1608 júliusában Illésházy utasítására nyitrai provizornak akarták kinevezni. 1609 március-szeptemberi eredménytelen szőgyéni tárgyalásokon is részt vett. 1609 május végén Rimayval követségben járt a budai pasánál, aki csak 25-én fogadta őket. A budai pasa válaszlevelét Dóczyval együtt hozta el. 1609 augusztusában Wesselényi István házassági szerződésének egyik aláírója és pecsétlője. 1610. március 28-30-án Thurzó Györgyöt képviselte a zsolnai zsinaton. 1610 májusában és júniusában Thurzó György nádor Báthory Gábor erdélyi fejedelemhez küldte követségbe, utóbb Zrínyivel és Homonnai Györggyel együtt. 1611-ben is Thurzó György szolgálatában állt és tudósította fia egészségéről. 1615-ben Thurzó György és Forgách Zsigmond közti levelezést is bonyolította. 1615-ben mint nádori kapitány tanúbizonyságot tesz Vác és Szőgyén építéséről, mely utóbbinál (1606 ?) jelen volt Bosnyák Tamás mellett.
A nádor halála után 1617. január 2-án érkezett Terstianskyval Bittcsére és februárban másokkal együtt a biccsei temetés egyik szervezője és irányítója volt, majd Thurzó Imre udvari főkapitánya lett. 1617-ben Thurzó Imre már azt írta róla, hogy „őkegyelmét atyánk gyanánt tartjuk”. Valószínűleg 1617-ben Forgách Zsigmond és Dessewffy János mellett részt vállalt a prágai udvari kincsek Bécsbe szállításában. 1618-ban Thurzó Mária esküvőjén is ilyen minőségben irányította az étekfogókat Ugyanezen évben Thurzó Imre lakodalmán 8 lovassal képviselte magát. Az 1619. évi pozsonyi országgyűlésen udvari kapitánytársával, Rimay Jánossal együtt képviselte Thurzó Imrét, majd az 1619-i kassai részleges országgyűlésen is megjelent, mint a Bethlent támogató párt tagja. Czobor Erzsébet Rimay helyett őt és Beniczky Imrét jegyezte be a megbízólevelekbe. Bethlen Gábor első támadása idején ő intézte Thurzó és Bethlen közötti kapcsolattartást. 1621. március 12-én Nyitra vármegye hűségesküt tett II. Ferdinándnak, amit csak Thurzó Szaniszló, Litassy István és ő ellenzett. 1621 márciusában egy nehéz pillanatban a fejedelem azt kívánta, hogy bárcsak találkozhatna Thurzó Imrével, és „csak két óráig beszélhetnénk, lenne jelen Csúti uram is”. Közben Bethlen is kért tőle szolgálatokat. 1621 tavaszán miután Buquoy és Forgách Zsigmond nádor körülzárták Pozsony várát és annak felmentése sem sikerült, Bethlen lefoglaltatta az egyházi javakat és azokhoz tiszttartókat rendelt. Így nevezte ki Csuty Gáspárt is Deákiba. 1621 áprilisában például ostromlott Érsekújvárba rendelte Thurzó Szaniszló mellé. 1621 májusában és júniusában végig az ostromlott várban tartózkodott, sőt május 16-án Bethlen tárgyalóbiztosnak is kinevezte Thurzó Szaniszlóval és Hoffmann Györggyel együtt. Érsekújvárott a belső elhárítást is vezette, amely megakadályozta a vár feladását és időhúzó tárgyalásba bocsátkoztak Forgách Zsigmond nádorral. Rokona Tajnay György (valószínűleg a Deseő család révén) ezen hadjárat során szegődött szolgálatába, majd a békekötést követően Kassára és Erdélybe is követte.
1621. október 19-én meghalt Thurzó Imre. A nikolsburgi békét követően Bethlen viceudvarmesterévé tette, de mások is a szolgálatába álltak. 1622-ben a soproni országgyűlés alkalmával tárgyalt Esterházy Miklóssal, II. Ferdinánd biztosával. 1623 augusztusában Esterházy Miklós nádor egyik szolgája Károlyi Mihálynak, Bethlen sógorának hozott levelet Kolozsvárra, de mivel a címzettet nem találta, a levelet „Czyuti Gáspár tanácsából” Bethlennek adta. Minden bizonnyal azért adott tanácsot a levélhozónak, mert akkor már ő volt az udvarmester. Udvarmesteri kinevezése és utasítása 1622. máj. 6. és 1623 augusztusa közé tehető. 1623-1626 között legalább 3 alkalommal járt Kolozsvárott az udvarban. 1623-ban újból a Bethlen és II. Ferdinánd közötti béketárgyalásokon volt rá szükség. Október közepén emiatt Semptén járhatott. 1623. november 1-én Bornemisza Jánossal Nagyszombatból figyelmeztették Gyürky Benedeket, Bethlen főkamaragrófját, hogy Esterházy Pál Zólyomba kívánna menni, s ha igen, fogassák őt el. Novemberben talán Károlyi Mihállyal Bethlennél járhatott. 1624 áprilisában Borsos Tamással Szofi Muhammed budai pasánál járhatott követségben. Az 1624-es bécsi békét követően említik Bethlen Gábor kíséretében. 1625 márciusában Illésházy Gáspárral együtt Bethlen magához hivatta. Április elején Abaszéplakról írt Illésházy Gáspárnak bizalmasan.
1625. július végén már bizonyosan főudvarmesterként fogadta Paul Strassburgot, a protestáns szövetség küldöttét Gyulafehérvárott. Ugyanezen évben a kolozsvári tanács hat ezüstkanalat ajándékozott „Cziuti Gaspar, Hoffmester uram zamara”. 1625 decemberében Esterházy Miklósnál járt követségben Kismartonban, 1626 augusztusában, Bethlen harmadik támadásának előestéjén pedig II. Ferdinándnál tárgyalt. Mivel megbetegedett Kassán maradt, s ekkor rokona Tajnay György elhagyta szolgálatát. 1626-ban levelet váltott Johann Joachim von Rusdorffal is. Még 1627-ben és 1629-ben is a fejedelmet szolgálta. 1629. április végén érkezett Kolozsvárra Magyarországról, s onnét Gyulafehérvárra mehetett többekkel a fejedelemhez.

## Birtokai és családja
1589-ben Zamaria Ferdinánd érsekújvári és veszprémi kapitánynak zálogosítja el ásványtői nemesi kúriáját. Még 1606 előtt Vágsellyén inscribált egy házat 500 forint értékben Bocskai Istvántól, majd pedig a ház kiváltságolt helyzete miatt pereskedett 1617-ben Pázmány Péter érsekkel, a turóci prépostság adminisztrátorával. 1612-ben Homonnay István magvaszakadta után Ung vármegyei birtokait Homokot és Konczházát, melyeket Homonnai Drugeth György kért adományba a nádor neki és Paxy Miklósnak adta. 1624-ben Bethlen Gábor Nagy Márton kismezői és pirosdi részét, annak magvaszakadtával Sámsoni Csúthi Gáspárnak inszkribálta, 1632-ben pedig már Rákóczi György megerősítette Füzesi Katona Istvánt kismezői és pirosdi birtokában, melynek felét Bethlen Gábor adományából, másik felét pedig Csuthi Gáspártól vétel útján bírta.
Gyerekei nem ismertek, felesége 1611 júliusában már „oly nehezen volt, hogy életét senki nem reménlette”. Buzgó evangélikus volt, mivel 1614-ben, Thurzó György familiárisaként Hetmény református lelkészét, Mazianit el akarta űzni, és gátolta a sellyei híveket a hozzá prédikációra való járásban. 1625-ben levelében említi feleségét, név nélkül. 1638-ban özvegye Deseő Zsófia szerepel.